# Зомби 3
Зомби 3 (итал. Zombi 3), познат и под насловом Острво живих мртваца 2, италијански је акциони хорор филм из 1988. године, редитеља Луча Фулчија и Бруна Матеја, са Дераном Сарафијаном, Беатриче Ринг и Отавијаном Делаквом у главним улогама. Представља наставак Фулчијевог филма Острво живих мртваца (1979), иако радње нису директно повезане.
Радња је смештена на Филипинима, који су познати као јефтина локација за снимање. Фулчи је са својом ћерком, Камилом Фулчи, отишао на Филипине крајем 1987. и снимање је трајало шест недеља. Филм је наишао на велике проблеме у процесу продукције, па је Фулчи напустио сет, а на месту редитеља заменио га је Бруно Матеи. У интервјуу из 2002. године, Матеи је потврдио да је снимио око 40% филма.
Зомби 3 није успео да понови успех свог претходника и добио је претежно негативне оцене критичара. Академик Питер Бендл у својој рецензији наводи да је мноштво сцена бесрамно преузето из Зоре живих мртваца (1978) и Повратка живих мртваца (1985). Наредни наставак објављен је 1989. под насловом Зомби 4: После смрти.

## Радња
У лабораторији за биолошка оружја на Филипинима, научници раде на серуму познатим под кодним именом Смртоносни. Хемикалија доспева у руке терориста и просипа се из сефа услед пуцњаве. То проузрокује зомби апокалипсу, па генерал Морган наређује војсци да се убију сви у контаминираном подручју. Група преживелих покушава да побегне са острва.

## Улоге
| Глумац            | Улога              |
| ----------------- | ------------------ |
| Деран Сарафијан   | Кени Вотерс        |
| Беатриче Ринг     | Патриција          |
| Отавијано Делаква | Роџер Смит         |
| Масимо Вани       | Бо                 |
| Ули Рајнтхалер    | Ненси              |
| Марина Лој        | Керол              |
| Дебора Бергамини  | Лија               |
| Роберт Маријус    | доктор Алан Холдер |
| Мајк Монти        | генерал Мортон     |